# Горењска регија
Горењска регија (словен. Gorenjska regija) је једна од 12 статистичких регија Словеније. Највећи град и културно и привредно средиште ове регије је град Крањ.
По подацима из 2005. године овде је живело 199.085 становника.

## Списак општина
У оквиру Горењске регије постоји 18 општина:
- Блед
- Бохињ
- Горења Вас-Пољане
- Горје
- Железники
- Жири
- Жировница
- Јесенице
- Језерско
- Крањ
- Крањска Гора
- Накло
- Преддвор
- Радовљица
- Тржич
- Церкље на Горењскем
- Шенчур
- Шкофја Лока